# Faugièiras
Faugièiras (en francès Faugères) és un municipi occità del Llenguadoc situat al departament de l'Erau, a la regió de Occitània.

## Toponímia
De l'occità falguièra (llatí FILICARIA) 'falguera'.